# Nieuwe Poort (poort in Venlo)

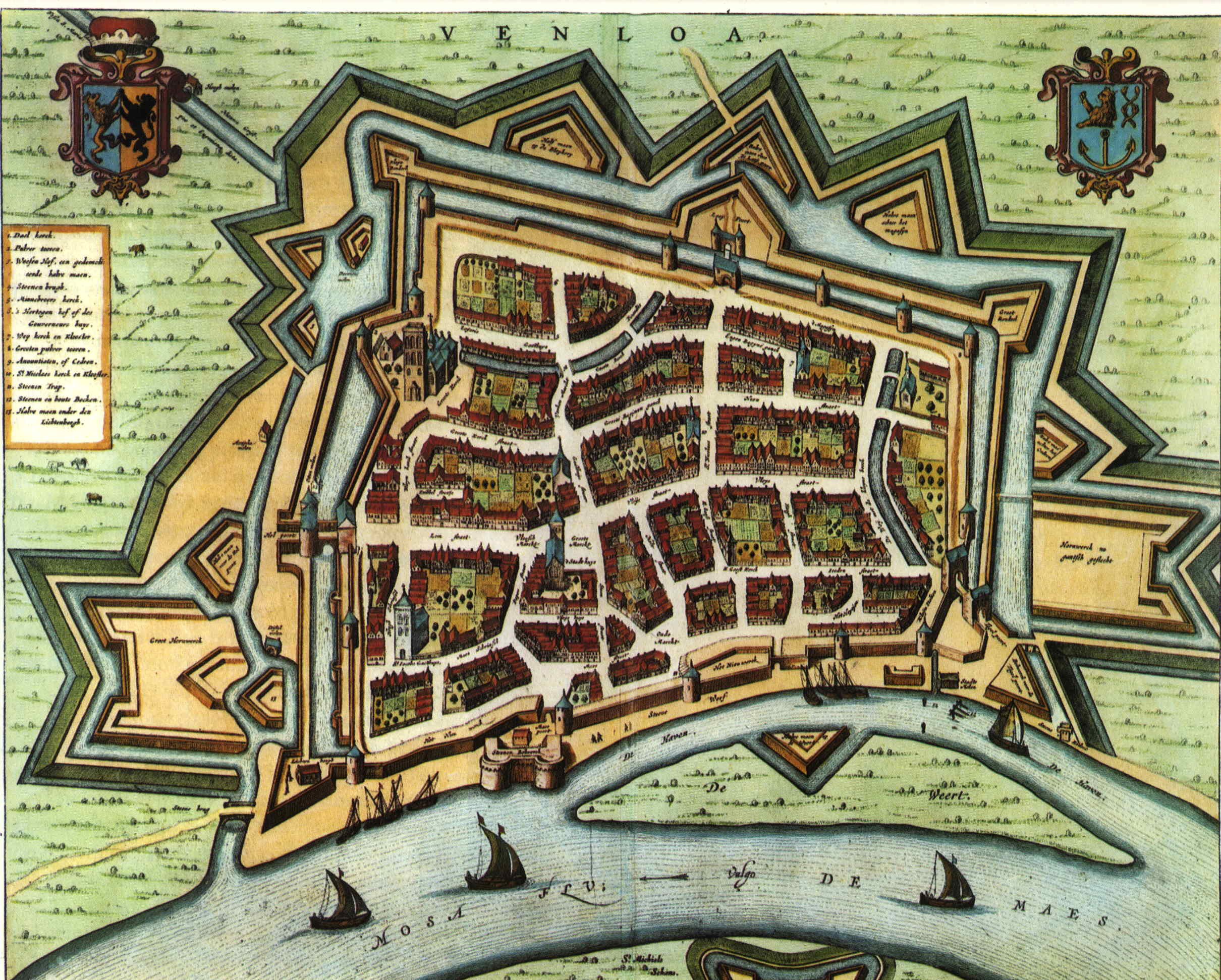
Kaart van Blaeu uit 1649 met beneden ter hoogte van de lunet op het eiland De Weerd de opening in de stadsmuur, welke de Nieuwe Poort moet zijn

De Nieuwe Poort of Kolenstraatpoort was een onderdeel van de stadsmuur van de Nederlandse vestingstad Venlo. Deze poort gaf toegang vanaf de Kolenstraat tot de havenkade. De Nieuwe Poort betreft een zogenaamde pasterne: een kleinere poort zonder permanente bewaking. Van de diverse pasternen in Venlo was de Nieuwe Poort de grootste.
De oudste vermelding van de poort dateert uit 1537. Waarschijnlijk was er voordien een kleinere poort op deze locatie aanwezig: deze zogenoemde Alaertspasterne of Kaelpasterne werd in 1387 al vermeld.
Het is onbekend wanneer de Nieuwe Poort is verdwenen. Het bijbehorende portiershuisje is in ieder geval in 1644 afgebroken.
Op de stadskaart van Joan Blaeu uit 1649 staat de poort ingetekend.